# 永康 (柔然)
永康（466年-485年）是柔然的君主受罗部真可汗予成的年號，共计20年。新疆吐鲁番《妙法蓮華經》卷十殘本有「永康五年歲次庚戌（470）」字樣，可証。一作464年-484年，21年。
闞氏高昌闞伯周、闞義成和闞首歸用此年號（466年-485年）。

## 纪年
| 永康 | 元年   | 二年   | 三年   | 四年   | 五年   | 六年   | 七年   | 八年   | 九年   | 十年   |
| ---- | ------ | ------ | ------ | ------ | ------ | ------ | ------ | ------ | ------ | ------ |
| 公元 | 466年  | 467年  | 468年  | 469年  | 470年  | 471年  | 472年  | 473年  | 474年  | 475年  |
| 干支 | 丙午   | 丁未   | 戊申   | 己酉   | 庚戌   | 辛亥   | 壬子   | 癸丑   | 甲寅   | 乙卯   |
| 永康 | 十一年 | 十二年 | 十三年 | 十四年 | 十五年 | 十六年 | 十七年 | 十八年 | 十九年 | 二十年 |
| 公元 | 476年  | 477年  | 478年  | 479年  | 480年  | 481年  | 482年  | 483年  | 484年  | 485年  |
| 干支 | 丙辰   | 丁巳   | 戊午   | 己未   | 庚申   | 辛酉   | 壬戌   | 癸亥   | 甲子   | 乙丑   |

## 同期存在的其他政权年号
- 大明（457年正月—464年十二月）：南朝宋宋孝武帝刘骏的年号
- 永光（465年正月—八月）：南朝宋宋前废帝刘子业的年号
- 景和（465年八月—十一月）：南朝宋宋前废帝刘子业的年号
- 泰始（465年十二月—471年十二月）：南朝宋宋明帝刘彧的年号
- 義嘉（466年正月—八月）：南朝宋晉安王刘子勛的年号
- 泰豫（472年正月—十二月）：南朝宋宋明帝刘彧的年号
- 元徽（473年正月—477年七月）：南朝宋宋后废帝刘昱的年号
- 昇明（477年七月—479年四月）：南朝宋宋順帝刘准的年号
- 建元（479年四月—482年十二月）：南朝齊齊高帝蕭道成的年号
- 永明（483年正月—493年十二月）：南朝齊齊武帝萧赜的年号
- 太安（455年六月-459年十二月）：北魏政权北魏文成帝拓跋濬年号
- 和平（460年正月-465年十二月）：北魏政权北魏文成帝拓跋濬年号
- 天安（466年正月-467年八月）：北魏政权北魏獻文帝拓跋弘年号
- 皇興（467年八月-471年八月）：北魏政权北魏獻文帝拓跋弘年号
- 聖君（471年）：北魏時期民变领袖司馬小君年号
- 延興（471年八月-476年六月）：北魏政权北魏孝文帝拓跋宏年号
- 承明（476年六月-十二月）：北魏政权北魏孝文帝拓跋宏年号
- 太和（477年正月-499年十二月）：北魏政权北魏孝文帝元宏年号

## 參看
- 中国年号索引
  - 其他使用永康年號的政權
- 蒙古年号列表